# 太田靖久
太田 靖久（おおた やすひさ、1975年10月 - ）は、日本の小説家。コンセプチュアル書店「ブックマート川太郎」店主。神奈川県秦野市出身、早稲田大学第二文学部演劇専修卒業。神奈川県厚木市在住。

## 経歴
2010年、第42回新潮新人賞を「ののの」で受賞しデビュー。インディペンデント文芸ZINE『ODD ZINE』企画編集。無類の犬好き。特技、あいうえお占い。
2020年10月、デビュー作「ののの」などを収録する紙媒体では初の著書、『ののの』が書肆汽水域より刊行された。

## 著作

### 単行本
- 『サマートリップ 他二編』（2019年7月、集英社 すばるDigital Book）
  - いない（「すばる」2012年5月号）
  - はじける（「すばる」2015年6月号）
  - サマートリップ（「すばる」2017年6月号）

- 『ののの』（2020年10月、書肆汽水域）
  - ののの（「新潮」2010年11月号）
  - かぜまち（「文學界」2015年8月号）
  - ろんど（「新潮」2016年6月号）

- 『犬の看板探訪記 関東編』（2024年12月、小鳥書房）

### 共著
- 『犬たちの状態』（2021年4月、フィルムアート社）-金川晋吾との共著
- 『ふたりのアフタースクール　〜ZINEを作って届けて、楽しく巻き込む〜』（2022年12月、双子のライオン堂出版部）-友田とんとの共著

### アンソロジー
「 」内が太田靖久の作品 
小説を収録
- 『無職本』（2020年7月、水窓出版）「無色透明」

### 雑誌掲載
- ののの（『新潮』2010年11月号）
- お神さん（『新潮』2011年10月号）
- いない（『すばる』2012年5月号）
- コモンセンス（『新潮』2013年10月号）
- ボディーズ（『早稲田文学』2014年冬号）
- はじける（『すばる』2015年6月号）
- かぜまち（『文學界』2015年8月号）
- ヘイトフル（『早稲田文学』2015年秋号）
- ろんど（『新潮』2016年6月号）
- ノラルンバ（『ランバーロール』2017年0号）
- リバーサイド（『群像』2017年5月号）
- サマートリップ（『すばる』2017年6月号）
- うみまち（『すばる』2018年8月号）
- アフロディーテの足（『群像』2019年10月号）
- ひひひ（『すばる』2021年8月号）
- ししし（『しししし4』2021年12月）
- 父の自転車と母の赤い車（季刊『アンソロジスト』2022年 春 創刊号）
- ××××××（『代わりに読む人０ 創刊準備号』2022年 夏）
- 息子の長靴（季刊『アンソロジスト』2022年 夏季号）
- 流れるプール（『アンソロジスト vol.3』2022年11月号）
- 嘘の顛末（『アンソロジスト vol.4』2023年1月号）
- 短いトンネルの先に（『アンソロジスト vol.5』2023年5月号）
- カラスの味（『アンソロジスト vol.6』2023年8月号）
- 水しか飲まない兄（『アンソロジスト vol.7』2024年5月号）
- 王様か清掃員（『アンソロジスト vol.8』2025年2月号）

### 新聞掲載
- 父の予告（「図書新聞」2025年7月12日発売号）
- 読み聞かせの手腕（「図書新聞」2025年8月9日発売号）

### 連載
- 犬たちの状態　犬を通して世界を認識するための連作（「かみのたね」フィルムアート社ウェブマガジン） - 金川晋吾との共作
- 「犬の看板」探訪記 〜関東編〜（小鳥書房ウェブサイト）

### 寄稿文
- エッセイ：『犬の看板』探訪記 《茨城犬篇》（『生活考察』Vol.6 / 2018年11月）
- 創作：贋作　小鳥書房店主・落合加依子日記（抜粋）（落合加依子『浮きて流るる　小鳥書房店主日記2021年3月〜2022年6月』/ 2022年12月）